# Deerfrance
Deerfrance je americká zpěvačka.

## Kariéra
Vyrůstala na Manhattanu a v roce 1969 se přestěhovala do Haight Asbury. Později se vrátila do New Yorku. Zde pracovala například v klubech CBGB a Max's Kansas City, kde byla v kontaktu s různými newyorskými punkovými a rockovými hudebníky sedmdesátých let. Rovněž přispívala do časopisu Punk. Jejím přítelem byl v té době baskytarista Fred Smith, člen skupiny Television. Na přelomu sedmdesátých a osmdesátých let byla členkou doprovodné skupiny velšského hudebníka Johna Calea; z jejich spolupráce vzešlo koncertní album Sabotage/Live (1979). Rovněž napsala text k jeho písni „Rape“, kterou hrál při koncertech v letech 1978 a 1979. Rovněž zpívala ve studiové verzi písně „Mercenaries (Ready for War)“ vydané v roce 1980 jako singl. Roku 1979 rovněž zpívala na albu Tom Verlaine hudebníka Toma Verlaina.
V osmdesátých letech působila ve skupině Floor Kiss, v níž dále působili baskytarista Kevin Fullen, kytarista Michael Paumgardhen a bubeník Dee Pop, což byl její manžel. Kapela vydala roku 1985 šestipísňové album Goodnight Moon. Později se usadila v Paříži, kde spolupracovala například hudebníkem Ramuntchem Mattou (zpívala v písni „Dis Ouh“, která vyšla až v roce 2006 na kompilaci Mes Plus Grands Succès). V roce 2004 vydala své první sólové album Blest, na němž ji doprovázela skupina Extra Virgin Mary. Na albu se nachází čtrnáct autorských skladeb doplněných o novou verzi písně „Only Time Will Tell“, jejímž autorem byl John Cale (vyšla právě na albu Sabotage/Live; i v této verzi zpívala Deerfrance). Skupinu Extra Virgin Mary založila v roce 2002 a hrál v ní také například Paul Chapin. Druhé sólové album vydala roku 2023 pod názvem The Sad Electronic Now. Rovněž spolupracovala se zpěvačkou Felice Rosser. Mezi její vzory patřili Captain Beefheart a hudebníci z vydavatelství Motown.
Jejím manželem byl Dee Pop, bubeník kapely Bush Tetras. Spolu s ním v osmdesátých letech působila v kapele Floor Kiss.

## Diskografie

### Sólová
- Blest (2004)
- The Sad Electronic Now (2023)

### Ostatní
- Sabotage/Live (John Cale, 1979)
- Une nouvelle vie (Modern Guy, 1981)
- Tom Verlaine (Tom Verlaine, 1981)
- Goodnight Moon (Floor Kiss, 1985)